# Fryderyk Starszy Hohenzollern

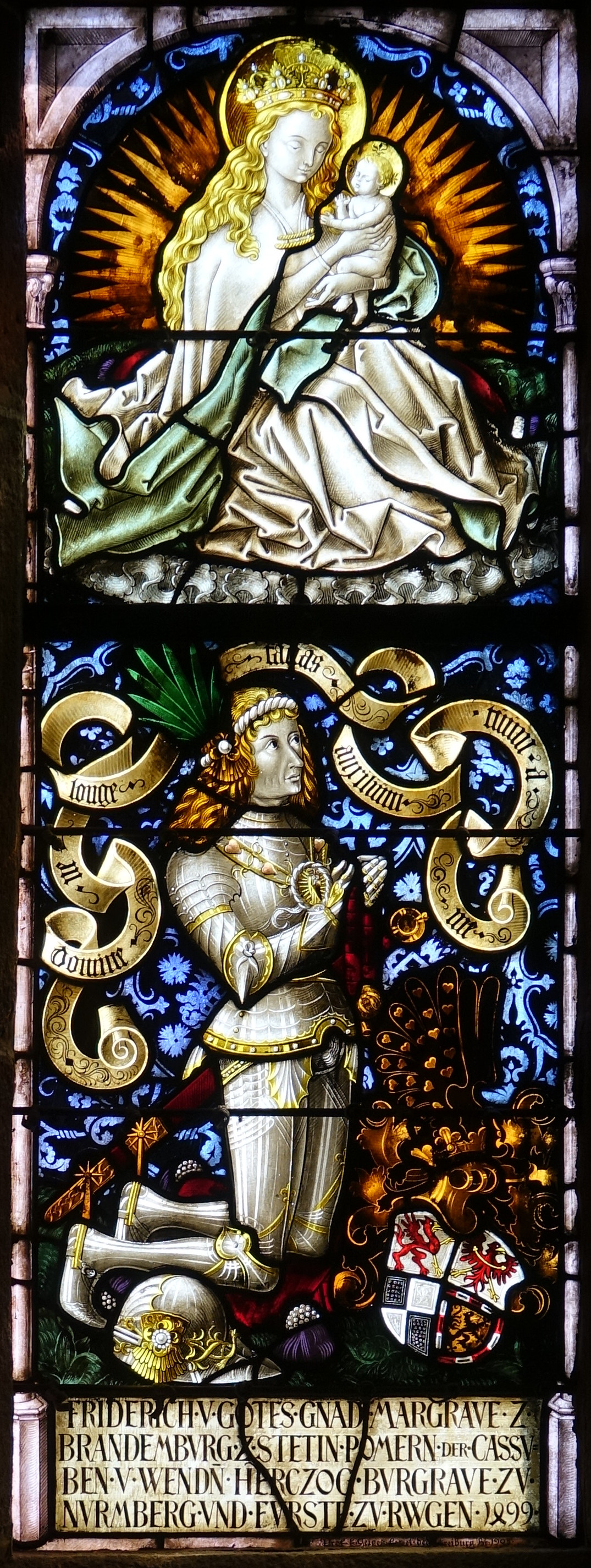
Witraż z Fryderykiem i herbem, zamek Haut-Kœnigsbourg

Fryderyk Hohenzollern (ur. 8 maja 1460, zm. 4 kwietnia 1536) – książę i margrabia Ansbach (Fürst und Markgraf von Ansbach), książę Bayreuth.

## Numeracja i przydomek
Zarówno w polskiej, jak i niemieckiej literaturze historycznej występuje z przydomkiem Starszy.
Czasami daje się mu numer "V"; w niektórych opracowaniach pojawia się jednak z liczebnikiem "IV".

## Życiorys
Był czwartym synem Albrechta III Achillesa, margrabiego Brandenburgii, a zarazem pierwszym z jego drugiego małżeństwa z Anną, księżniczką saską.
Na mocy Dispositio Achillea wydanego przez Albrechta Achillesa w 1473 roku Brandenburgię miał odziedziczyć jego syn Jan Cicero, tzw. Unterland (obecnie Środkowa Frankonia) z miastem Ansbach miał przypaść Fryderykowi, z kolei tzw. Oberland (obecnie Górna Frankonia) z miastem Bayreuth – Zygmuntowi. Pozostali synowie Albrechta Achillesa zmarli w niemowlęctwie lub dzieciństwie.
Po śmierci ojca w 1486 roku Fryderyk objął rządy w Unterlandzie. W 1495 roku, po bezpotomnej śmierci Zygmunta, przypadł mu także Oberland.
Wiosną 1482 roku wyruszył na pielgrzymkę do Ziemi Świętej, z której powrócił jesienią tego roku.
W 1488 roku przyłączył się do Związku Szwabskiego, sprzeciwiającego się zaborczej polityce Wittelsbachów. W 1493 roku doszło do sporu między Hohenzollernami, będącymi burgrabiami Norymbergi, a mieszkańcami tego miasta o kompetencje sądownicze. Do sporu wmieszali się Wittelsbachowie, popierając pretensje mieszczan. Fryderyk z kolei postarał się o poparcie szwagrów, z którymi spotkał się na zjeździe w Lewoczy wiosną 1494 roku. W efekcie 4 maja 1494 Władysław Jagiellończyk, a następnego dnia Jan Olbracht wysłali pisma do władz Norymbergi, by te nie sprzeciwiały się Hohenzollernom.
W maju 1509 roku cesarz Maksymilian I powierzył mu zarząd Werony.
25 marca 1515 roku w Kulmbach został uwięziony przez swojego najstarszego syna Kazimierza, osadzony w twierdzy Plassenburg i zmuszony do abdykacji.

## Małżeństwo i potomstwo
14 lutego 1479 we Frankfurcie nad Odrą poślubił Zofię Jagiellonkę (1464–1512), córkę króla Polski Kazimierza Jagiellończyka. Miał z nią osiemnaścioro dzieci:
- Elżbieta, ur. 30 czerwca 1480, zm. po kilku dniach,
- Kazimierz, ur. 27 września 1481, zm. 21 września 1527, margrabia brandenburski na Ansbach,
- Małgorzata, ur. 10 stycznia 1483, zm. 10 lipca 1532,
- Jerzy, ur. 4 marca 1484, zm. 27 grudnia 1543, książę karniowski,
- Zofia, ur. 10 marca 1485, zm. 24 maja 1537, od 1518 żona Fryderyka II, ks. legnickiego,
- Maria, ur. 1486, zm. w niemowlęctwie[5],
- Anna, ur. 5 maja 1487, zm. 7 lutego 1539, od 1518 żona Wacława II, księcia cieszyńskiego,
- Barbara, ur. 31 lipca 1488, zm. 2 maja 1490,
- Albrecht, ur. 17 maja 1490, zm. 20 marca 1568, wielki mistrz krzyżacki i książę pruski,
- Fryderyk, ur. 13 czerwca 1491, zm. 1497,
- Jan, ur. 9 stycznia 1493, zm. 5 lipca 1525, wicekról Walencji,
- Elżbieta, ur. 25 marca 1494, zm. 31 maja 1518, od 1510 żona Ernesta, margrabiego badeńskiego na Durlach,
- Barbara, ur. 24 września 1495, zm. wrzesień 1552, od 1528 żona Jerzego, landgrafa na Leuchtenbergu,
- Fryderyk, ur. 17 stycznia 1497, zm. 20 sierpnia 1536, proboszcz[6] w Würzburgu,
- Wilhelm, ur. 30 czerwca 1498, zm. 4 lutego 1563, arcybiskup Rygi,
- Jan Albrecht, ur. 20 września 1499, zm. 17 maja 1550, biskup Halberstadtu i arcybiskup Magdeburga,
- Fryderyk Albrecht, ur. 30 listopada 1501, zm. 24 lipca 1504,
- Gumbert (Gumprecht), ur. 16 lipca 1503, zm. 25 czerwca 1528, proboszcz[7] w Bambergu i Würzburgu.